# Max von Hartlieb-Walsporn
Max von Hartlieb-Walsporn (20 octobre 1883 à Hienheim - 25 juillet 1959 à Starnberg) est un Generalleutnant allemand dans la Heer au sein de la Wehrmacht durant la Seconde Guerre mondiale.

## Biographie
Max von Hartlieb-Walsporn commande la 5e brigade blindée dans le début de l'automne 1939, puis prend en charge la 5e Division blindée le 8 octobre 1939. En tant que commandant de cette division, il participe à la bataille de France en 1940. Il est alors considéré comme un dirigeant faible, lorsque la ville française faiblement défendue de Le Quesnoy repousse ses soldats et des chars pendant quatre jours. Le 28 mai, il est mis en réserve. Après 1940, il prend le commandement de la Division Nr. 179. À partir de janvier 1942, il est relégué à une réserve ou à des postes administratifs et ne commandera plus de troupes de première ligne. Blessé le 19 mai 1942, il est hospitalisé pendant près de cinq mois et passe plusieurs mois en réserve avant d'accepter d'autres postes administratifs au cours du reste de la guerre.
Après la guerre, il est emprisonné pendant deux ans.

## Promotions
| Fähnrich                      | 15 juin 1905     |
| Leutnant                      | 27 janvier 1906  |
| Oberleutnant                  | 18 juillet 1913  |
| Hauptmann                     | 27 février 1915  |
| Major                         | 1er juillet 1927 |
| Oberstleutnant                | 1er janvier 1932 |
| Oberst                        | 1er avril 1934   |
| Generalmajor                  | 1er avril 1937   |
| Charakter als Generalleutnant | 1er avril 1939   |
| Generalleutnant               | 1er avril 1939   |

## Décorations
- Croix de chevalier de l'Ordre royal de Hohenzollern avec glaives
- Croix de chevalier de l'Ordre du Mérite militaire (Wurtemberg)
- Croix de fer (1914)
  - 2e Classe
  - 1re Classe
- Croix de chevalier 1re Classe de l'Ordre de Frédéric avec glaives
- Insigne des blessés (1918)
  - en Noir
- Croix d'honneur pour combattant
- Médaille de service de la Wehrmacht 4e à 1re Classe
- Agrafe de la Croix de fer (1939)
  - 2e Classe
  - 1re Classe